# Хусеин-капетан Градашчевић
Градашчевић Хусеин-бег (Градачац, 31. август 1802 — Истанбул, 17. август 1834) је био вођа босанске опозиције реформама султана Махмуда II и вођа Босанског устанка. Данашњи Бошњаци га сматрају својим националним херојем.

## Биографија
Хусеин је рођен 1802. године у породичној кући Градашчевића у Градачцу. Мало се зна о његовом дјетињству. Одрастао је у турбулентно вријеме и његов брат Осман је учествовао у рату против Србије 1813. године.
Хусеинов отац Осман је преминуо 1812. године, када је Хусеин имао непуних 10 година. Неки историчари сматрају да му је и мајка тада умрла, иако породични извори тврде другачије. Према свим изворима, мајка је имала огроман утицај на Хусеиново васпитање.
Као што му је статус налагао, Хусеин је био добро образован и научио је да чита и пише у рано доба. Када је имао 16 година, научио је арапску калиграфију уз помоћ Муратовог личног писара Мула Мустевице, који је хвалио Хусеинову бистрину и звао га „даровитим дјететом“. Осим тога, Хусеина су учила и двојица дервиша. Није познато да ли је Хусеин припадао реду дервиша, али се на основу његове велике религиозности и скромног начина живота које је показао у каснијем животу, често сматра да јесте.
Хусеин се оженио Ханифом, сестром Махмуд-капетана Дервенте, у раним годинама. Иако се не зна тачан датум, његов син Мухамед-бег је вјероватно рођен прије 1822. године, када је Хусеин имао 20 година. Пар је такође добио кћерку, Шефику, која је рођена 1833. године. Ни Мухамед нити Шефика нису имали дјеце.
Године 1820. Мурата је позвао у Травник ривал Џелалудин-паше због политичких немира у Босни. По његовом доласку, Џелалудин га је отровао, гдје је и умро. С обзиром да су Осман и Мухарем већ били мртви, Хусеин је тако постао капетан Градачца у 18. години.

### Градачачко капетанство
Када је Хусеин постао градачачки капетан највише пажње је дао администрацији унутрашњих послова. Вриједно је спомена да су сви Хусеинови пројекти градње везани за град Градачац и његову непосредну близину. Током његове владавине Градачац је проширио свој статус као једна од најпросперитетнијих капетанија у Босни.
Први и најважнији грађевински подухват је Градачачка тврђава. Тврђава је постојала деценијама и била је реновирана од времена Мехмед-капетана 1765. године. Хусеинов отац Осман и брат Мурат су такође радили на тврђави 1808. и од 1818. до 1819. године. Ипак, не зна се тачна природа Хусеиновог доприноса утврђењу. Кула тврђаве је дуго била сматрана Хусеиновим дјелом, али археолошки докази показују да је постојала од прије.
Хусеин је свакако био одговоран за комплетну градњу нове тврђаве током своје владавине. По свим стандардима то је био велики пројекат, који је укључивао конструкцију вјештачког језера ограђеним ровом који је био до 100 метара широк и врло дубок. Тврђава је добила име Чардак и оближње село је врло брзо добило исто име. Зидине су биле овалног облика, комплетна структура је била 17 метара дуга и 8 метара широка. Цијели комплекс с околином је такође садржао џамију, бунаре, рибњак и ловиште.
Унутар зидина града Градачца најзначајнији Хусеинов допринос је сахат-кула која је изграђена 1824. године. Основа објекта је 5,5 x 5,5 метара, док је висина 21,50 метара. Ово је био посљедњи објекат те врсте изграђен у Босни.
Неких 40–50 метара изван градских зидина се налази Хусеинов највећи архитектонски допринос: Хусејнија џамија. Изграђена 1826, садржи осмоугаону куполу и изразито високу мунару (25 метара). Три мање осмоугаоне куполе се налазе изнад веранде.
Исламске декорације се могу видјети на вратима, зиду као и ентеријеру. Цијели комплекс је опасан малим каменим зидом и капијом.
Хусеинову владавину у Градачцу је истакла и његова трпељивост према хришћанима; било да се ради о католицима или православцима. Иако су друштвене норме тог времена налагале да султан одобри изградњу било којег неисламског вјерског објекта, Хусеин је одобравао градњу неколико таквих грађевина без султановог одобрења. Католичка школа је изграђена у селу Толиса 1823. године, а онда и огромна црква која је могла примити 1.500 људи. Изграђене су још двије католичке цркве у селима Дубраве и Гаревац, док је православна црква изграђена у сеоцету Обудовац.
Година 1827. означила је Хусеинов улазак на босанску вишу политичку сцену. То се десило углавном због надолазећег руско-турског рата и његове улоге у припремању одбране граница Босанског ејалета. По примању наредбе од босанског визира Абдурахим-паше Хусеин је мобилисао градачачко становништво, те појачава одбрану истог. 
Током разговора одржаних у Сарајеву између везира и босанских капетана Хусеин је најдуже дискутовао о стратегији. Изабран је за команданта армије коју је мобилисао од Дрине до Врбаса. Ипак, средином јуна 1828, Хусеин је морао изненада да пожури у Сарајево с мањом војном формацијом како би одвео везира на сигурно мјесто, због револта међу јединицама.

### Борба за аутономију
У касним 1820-им, султан Махмуд II је поново увео османске реформе, које су имале за циљ проширење османске војске (низам), нове порезе и већу османлијску бирократију. Ове реформе су ослабиле специјални статус и привилегије, које је Босна историјски уживала под Османским царством, што је са растућом моћи и позицијом других европских народа под османском контролом довело до бијеса и побуна иако се Градашчевић, супротно народном вјеровању, није посебно противио овим реформама.
Године 1826, када је султан укинуо јањичаре у Босни, Градашчевићева реакција није била друкчија од оне коју је имао остатак босанске аристократије. Градашчевић је запријетио да ће користити војну силу како би потчинио свакога ко се буде противио сарајевским јањичарима. Када су јањичари убили накибул-ешрафа Нурудин ефендију Шерифовића његов се став промијенио, и врло брзо се удаљио од њиховог циља.
Остатак 1820-их Градашчевић је углавном провео мирно, имајући добре односе са царским властима у Босни. Када је Абдурахим-паша постао везир 1827. године, Градашчевић је постао један од његових најповјерљивијих савјетника. То је кулминирало Градашчевићевом улогом приликом босанске мобилизације за Руско-турски рат. Након побуне у сарајевској касарни Градашчевић је чак обезбиједио склониште за избаченог Абдурахим-пашу у Градачцу прије него што му је помогао да напусти земљу. Градашчевић је такође био релативно лојалан Абдурахимовом насљеднику, Намик-паши, појачавајући османске гарнизоне у Шапцу по његовој наредби.
Прекретница за Градашчевића је наступила завршетком Руско-турског рата и потписивањем Једренског мира 14. септембра 1829. године. Према одредбама трактата Османлијско царство је морало дати аутономију Србији и шест нахија које су српски устаници држали током Првог српског устанка. Усљед ове територијалне промјене и припајању Србији нахија које је Градашчевић сматрао историјским дијеловима Босне, појавио се покрет за аутономију.
У данима између 20. и 31. децембра 1830. године Градашчевић је био домаћин скупа босанских ајана у Градачцу. Мјесец дана касније, од 20. јануара до 5. фебруара одржан је још један састанак у Тузли с циљем да се припреми за побуну. Одатле је упућен позив босанском народу да се диже на устанак за одбрану Босне. Хусеин-капетан је незванично изабран за вођу покрета. Ближи детаљи о овом састанку су мрачни и дискутабилни. Према одређеним истовременим изворима босански бегови су тражили од султана да:
- поништи привилегије дате Србији и нарочито да врати 6 нахија.
- обустави имплементацију османлијских војних реформи.
- оконча управу над Босном и прихвати имплементацију аутономне босанске владе на челу с локалним вођом. Заузврат би Босна плаћала годишњи допринос.

Против покрета босанских бегова биле су херцеговачке аге Али-паша Ризванбеговић и Смаил-ага Ченгић.
Босански беговат ушао је у савез са Мустафа Шкодра-пашом, вођом албанских аутономиста. 26. марта 1831. потукли су бегови војску босанског везира Али Намик-паше близу Травника, а у великој бици на Косову, око 18. јула, самог великог везира. Послије те побједе Хусеин, „Змај од Босне“ како се сам називао, избором својих другова, постао је босански везир. Против њега се организовала готово цијела Херцеговина, коју је водио столачки капетан Али-паша Ризванбеговић.
У самој Босни велик дио суревњивих бегова и капетана почео је да напушта новог везира, који је био надмен и пријек, и чији су захтјеви према Порти ишли даље, него што је била прва жеља беговске опозиције. Почетком 1832. дошло је до одсудних битака између чета босанског везира и нове султанове војске. Босанце су потиснуле с Косова чете новог везира Кара Махмуд-паше, и потукле их у дводневној бици код Бањске, 6—7. априла, и даље код Пријепоља 28—30. маја. У посљедњој великој борби око Сарајева, 17—18. маја сам Градашчевић бива потпуно потучен и нагнан у бијег. Он је онда, кријући се, прешао у Аустрију, 4. јуна. гдје је држан под јаком стражом и конфиниран у Осијеку и Коморану. Огорчен непажњом, Градашчевић је с пријатељима молио милост у султана и добио је аустријским посредовањем, али под условом да не може живјети у Босни, него тамо гдје му Порта одреди.
Дана 1. октобра 1832. Градашчевић је прешао у Београд, остао је ту око два мјесеца, а онда је кренуо у Цариград. Султан му је био понудио већи чин у низаму са жељом да његовим примјером дјелује на друге, али је Градашчевић то одбио. Болестан и морално скршен, умро је у Цариграду 17. августа 1834.